# 円福寺 (加須市)
円福寺（えんぷくじ）は、埼玉県加須市にある真言宗智山派の寺院。

## 歴史
1582年（天正10年）、阿闍梨俊意によって開山された。その後、1673年（寛文13年）寂の法印栄長によって中興された。
当寺の本尊は「火防地蔵菩薩」と呼ばれる地蔵菩薩である。元々はこの地蔵を安置する小堂であったが、寺に昇格した。防火・防災のご利益があるとされる。

## 交通アクセス
- 路線バス日出安停留所より徒歩19分。